# Sa Pena
Sa Pena és un duet de rap valencià.
Està format per dos cosins de la Marina i la Safor, de nom Ausiàs i Marta. El seu primer treball, Principis, aporta al rap clàssic traços més melòdics, abans propis del pop urbà i el R&B. És autoeditat i va ser publicat el febrer del 2023. És el disc amb el qual el grup s'ha donat a conèixer en el panorama musical valencià.
El juny del 2022, van tancar juntament amb Indie K la iniciativa de concerts Cultura als Barris a la plaça El·líptica de Gandia. A banda, han estat confirmats com a participants de l'edició del 2023 del festival Sotaia Rock de Bellreguard.

## Discografia

### Àlbums
- Principis (2023)

### Senzills
- «Nosa» (2022)
- «Llibera't» (2022)
- «Fera» (2022)
- «Hui sí» (2022)